# Bătălia de la Elba
Bătălia de la Elba a avut loc la 28 august/7 septembrie 1652 între escadra neerlandeză a lui Johan van Galen și escadra engleză a lui Richard Badiley, fiind a treia bătălie din timpul Primului Război Anglo-Neerlandez și cea dintâi din Marea Mediterană. Englezii încercau să ajungă la Livorno (în engleză Leghorn) unde se afla escadra lui Henry Appleton. Neerlandezii îi depășeau numeric pe englezi, dar au aflat rapid că erau în mare dezavantaj atunci când aveau de înfruntat o navă de război engleză de categoria a doua, precum nava amiral a lui Badiley. Alte nave englezești erau mai rapide decât oricare dintre navele neerlandeze. 

## Context
Atunci când Primul Război Anglo-Neerlandez a izbucnit, în Marea Mediterană se aflau două mici escadre engleze care escortau nave comerciale dinspre Levant: cea dintâi era comandată de Richard Badiley, fostul vice-amiral al lui Blake, cea de-a doua de către Henry Appleton. Badiley era un comandant naval parlamentar încă din 1649, după ce petrecuse o perioadă în Marea Mediterană, luptând sau făcând comerț cu turcii.
Și neerlandezii aveau o prezență navală în Marea Mediterană pentru a își proteja propriul comerț, o escadră sub comanda lui Johan van Galen, un veteran al războaielor contra Spaniei și a corsarilor barbari, lupta împotriva acestora din urmă conducând mereu orice escadră neerlandeză din Marea Mediterană. Comandantul neerlandez anterior, Joris Cats, îl ofensase pe Marele Duce de Toscana, astfel că Johan van Galen a sosit rapid de pe continent pentru a prelua comanda.

## Preludiul
În august 1652 Badiley naviga din estul Mării Mediterane cu 4 nave de război escortând 4 nave comerciale către Livorno în Toscana. Badiley spera să evite scadra lui Van Galen de 14 nave de război și să își unească forțele cu cele ale lui Appleton. Totuși, Appleton era blocat în Livorno de către 4 dintre navele lui Van Galen, în timp ce celelalte 10 patrulau în apropierea portului.
La 6 septembrie, corăbiile lui Van Galen se aflau la 80 de mile Sud de Livorno, între insulele Elba și Monte Cristo. În timpul după-amiezii fregata engleză Constant Warwick (32 tunuri) a fost zărită în dreptul insulei Elba, cercetând înaintea convoiului englez. După ce Constant Warwick s-a reunit cu el la Cephalonia, Badiley s-a străduit să ajungă la Livorno. El spera că neintrând în nici un port pe parcurs, ar putea sosi înainte ca neerlandezii să se aștepte ca el să sosescă, și ar fi reușit să evite navele din blocadă și să se unească cu Appleton. Dar lucrurile nu s-au întâmplat conform planurilor lui Badiley. În timp ce trecea de Monte Cristo, la 6 septembrie, englezii au descoperit escadra neerlandeză de 10 nave, staționând între insulele Monte Cristo și Elba.
Escadra neerlandeză s-a apropiat și a observat convoiul la sfârșitul după-amiezii, dar vântul era prea slab pentru atac. Mai multe lovituri de tun au fost schimbate la mare distanță până la lăsarea serii, dar nici o luptă nu s-a dat în timpul nopții. 

## Desfășurarea bătăliei
În dimineața următoare neerlandezii s-au apropiat pentru a ataca.  Cele 4 nave comerciale s-au adăpostit în Port Longone din insula Elba, lăsându-l pe Badiley cu 4 nave să înfrunte cele 10 nave ale lui Van Galen. Badiley spera la ceva ajutor din partea lui Appleton, dar acesta nu a făcut nici o mișcare iar cel dintâi s-a pregătit pentru apărare. Badiley și-a poziționat nava port-drapel, Paragon (52 tunuri), în avangarda escadrei englezești deoarece era cea mai puternică dintre navele sale, capabilă să poarte greul luptei. Celelalte nave au ocupat stații la pupa ei. Constant Warwick și aparent Elizabeth au facut-o într-un mod satisfăcător, însă Phoenix a rămas prea departe pentru a putea beneficia de orice ajutor din partea lor. Această manevră ar putea fi privită ca una dintre cele mai vechi încercărci ale formației în linie, dar deoarece corăbiile erau atât de puțin numeroase, cel mai probabil Badiley a intenționat să își adune escadra într-un grup compact pentru a ajutor mutual, rezervându-și pentru sine postul onorific din avangardă.
Datorită vântului care a persistat să fie slab, navele neerlandeze au intrat în luptă foarte greu și au fost întâmpinate de un puternic foc de artilerie în timp ce se apropiau; pe deasupra, 3 dintre navele neerlandeze au rămas în afara luptei. Nava amiral a lui Van Galen,  Jaarsveld (44 tunuri), a suferit prea multe avarii la vele și catarge pentru a mai angaja lupta. Maan (40) și Zeven Provincien (40) s-au apropiat de Paragon dar au fost respinse după o luptă dură la scurtă distanță (la o lovitură de pistol); căpitanii ambelor corăbii neerlandeze au fost uciși, precum și cel de pe Prinses Royal (34). În tot acest timp Paragon a fost sprijinită foarte bine de către Constant Warwick, al cărui căpitan Owen Cox a fost, conform raportului lui Badiley, un om de o valoare mai mult decât obișnuită. Sunt puține mărturii despre Elizabeth, dar aceasta se pare că a fost sub vânt și acoperită de primele două nave englezești. Ea nu a fost însă angajată de la scurtă distanță, dovadă fiind pierderile mult mai ușoare decât cele suferite de Paragon.
În cele din urmă Paragon, Constant Warwick și Elizabeth au reușit să scape de oponenții lor. În vreme ce Paragon era angajată la scurtă distanță de 4 nave neerlandeze, una dintre aceste nave neerlandeze și-a pierdut catargul principal și a manevrat spre părăsirea luptei. Văzând acest lucru, cea de-a patra navă engleză, Phoenix, s-a poziționat de-a lungul ei și a abordat-o. Dar în timp ce Phoenix a rămas astfel aproape goală și fără apărare, o altă navă neerlandeză, Eendracht (40), a abordat la rândul ei nava englezească, capturând-o fără nici o rezistență. Echipa de abordaj de pe Phoenix nu avea unde să se retragă și, fiind copleșită, a fost ucișă sau capturată.

## Urmările
Lupta s-a încheiat odată cu lăsarea serii; în timpul nopții de 7 spre 8 septembrie supraviețuitorii greu avariatei escadre engleze, cu aproape toată muniția epuizată, au fost remorcate în portul spaniol neutru Porto Longone (astăzi Porto Azzurro) din Elba. Paragon a suferit 26 de morți (inclusiv prinicpalii săi ofițeri) și 57 răniți. A primit 50 de lovituri majore în carenă, majoritatea în opera moartă; aproape nici o vergă nu mai era întreagă. Celelalte nave au avut avarii ceva mai ușoare. Pierderile neerlandezilor se cifrau la 3 căpitani uciși, alături de mulți alți oameni. Două nave și-au pierdut catargul principal și întreaga escadră abia era într-o condiție să rămână pe mare.
Cu toate acestea, neerlandezii l-au urmărit pe Badiley în Porto Longone, unde ar fi efectuat încă un atac asupra englezilor dacă nu s-ar fi lovit de opoziția guvernatorului. Van Galen apoi a încercat să îl mituiască pe guvernator, dar acesta nu numai că s-a dovedit incoruptibil, dar le-a și permis englezilor să debarce tunuri și să creeze baterii pe mal pentru a se proteja. Văzând asta, neerlandezii s-au retras, Van Galen lăsându-i lui Badiley cale liberă. Henry Appleton nu a făcut nici o încercare de a-l sprijini pe Badiley; scuza sa că a fost bolnav a fost respinsă imediat. La Livorno Van Galen a așteptat desfășurarea evenimentelor, intrând în conflict cu Statele Generale care doreau o rezolvare rapidă. Van Galen a amenințat cu demisia dacă nu îi va fi dată libertate de acțiune.
Cornelis Tromp, fiul renumitului locotenent-amiral Maarten Tromp și comandantul navei Maagd van Enkhuizen în bătălia anterioară, devine căpitanul navei capturată de neerlandezi în această luptă, Phoenix. Badiley a susținut planul formulat de căpitanul Owen Cox să recaptureze nava Phoenix. Appleton s-a opus planului lui Cox și l-a demis, dar Badiley a anulat acest ordin. În seara de 30 noiembrie 1652 în timp ce Phoenix era ancorată în rada portului Livorno, Cox a condus 3 șalupe cu voluntari pentru a o ataca: aceștia au pus stăpânire rapid pe corabie și au ridicat velele spre sud deoarece Tromp și echipajul său erau beți, englezii aruncându-i peste bord. Tromp a împușcat un locotenent englez și s-a salvat aruncându-se în mare prin fereastra unei cabine, după ce a înotat jumătate de oră înainte să fie cules din apă. Cox a evitat navele neerlandeze Zeelandia (32 tunuri) și Roode Haas (28 tunuri) care l-au urmărit și a ajuns în Neapole la 10 decembrie.
Cele două escadre vor ajunge la o înfruntare concludentă anul următor în Bătălia de la Livorno.

## Flota neerlandeză
10 nave de război cu 364 tunuri și 1.315 oameni 
| Escadra neerlandeză (Johan van Galen) | Escadra neerlandeză (Johan van Galen) | Escadra neerlandeză (Johan van Galen) | Escadra neerlandeză (Johan van Galen) | Escadra neerlandeză (Johan van Galen)  |
| ------------------------------------- | ------------------------------------- | ------------------------------------- | ------------------------------------- | -------------------------------------- |
| Amiralitate                           | Navă                                  | Tunuri                                | Echipaj                               | Căpitan                                |
| Amsterdam                             | Jaarsveld                             | 44                                    | 150                                   | Comandorul Johan van Galen (1604-1653) |
| Noorderkwartier                       | Prinses Royaal                        | 34                                    | 140                                   | Albert Cornelisz 't Hoen †             |
| Zeeland                               | Wapen van Zeeland                     | 32                                    | 120                                   | Joost Willemsz Blok †                  |
| Noorderkwartier                       | Eendracht                             | 40                                    | 140                                   | Jacob de Boer Jaep                     |
| Amsterdam                             | Maan                                  | 40                                    | 140                                   | David Jansz Bont †                     |
| Amsterdam                             | Vereenigde Provinciën                 | 40                                    | 140                                   | Hendrick Claesz Swart †                |
| Amsterdam                             | Haarlem                               | 40                                    | 140                                   | Dirck Quirijnen Verveen                |
| Amsterdam                             | Maagd van Enkhuizen                   | 34                                    | 110                                   | Cornelis Tromp                         |
| Zeelandia                             | Klein Zeelandia                       | 32                                    | 120                                   | Andries de Boer                        |
| Noorderkwartier                       | Jonge Prins                           | 28                                    | 115                                   | Cornelis Barentsz Slordt               |

## Flota engleză
4 nave de război, 4 nave comerciale armate cu 270 tunuri și 940 oameni (cele 4 nave comerciale armate au fugit cu o zi înainte de luptă și nu au participat la bătălie) 
| Escadra engleză (Richard Badiley) | Escadra engleză (Richard Badiley) | Escadra engleză (Richard Badiley) | Escadra engleză (Richard Badiley) | Escadra engleză (Richard Badiley)       |
| --------------------------------- | --------------------------------- | --------------------------------- | --------------------------------- | --------------------------------------- |
| Rang                              | Navă                              | Tunuri                            | Echipaj                           | Căpitan                                 |
| 2                                 | Paragon                           | 52                                | 250                               | Comodor Richard Badiley (1616-1657)     |
| 4                                 | Phoenix                           | 36                                | 150                               | Owen Cox – capturată de Eendracht       |
| 4                                 | Elizabeth                         | 36                                | 150                               | Jonas Reeves                            |
| 4                                 | Constant Warwick                  | 32                                | 140                               | Upshott                                 |
| 4                                 | William & Thomas                  | 30                                | 70                                | John Godolphin (navă comercială armată) |
| 4                                 | Mary Rose                         | 32                                | 70                                | Jonas Poole (navă comercială armată)    |
| 5                                 | Thomas Bonaventure                | 28                                | 60                                | George Hughes (navă comercială armată)  |
| 5                                 | Richard & William                 | 24                                | 50                                | John Wise (navă comercială armată)      |